# My Little Pony
Pour les séries d'animation, voir Mon petit poney (série télévisée d'animation, 1986) et My Little Pony : Les amies, c'est magique.

Logo de My Little Pony depuis 2021

My Little Pony, précédemment connu sous les noms Mon Petit Poney (en France, Suisse, Luxembourg, Belgique et Monaco) ou Ma Petite Pouliche (au Québec, Tchad et Vanuatu), est une marque de jouets en forme de poneys, appartenant au groupe Hasbro. Ces poneys peuvent être reconnus grâce à leurs différentes couleurs, et aux séries de symboles exposés sur leur flanc nommés "marque de beauté". Il semblerait que ces poneys soient nommés d'après les symboles qu'ils représentent.
My Little Pony a été lancé en 1983. Outre les jouets, de nombreux produits dérivés ont été diffusés et commercialisés, dont des dessins animés et des jeux vidéo.

## Création
En 1981 (le 13 juillet), la société américaine Hasbro sort le premier poney avec des cheveux pouvant être coiffés : Mon poney câlin (My Pretty Pony). Son corps est de couleur marron, en plastique dur et mesure environ 25 cm de haut, ses crins sont blonds. Dans une seconde édition (My Pretty Pony and Beautiful Baby), il est accompagné d'un poney plus petit : il s'agit du premier Mon petit poney. Dans une troisième version, My Pretty Pony est de couleur pêche avec des crins roses et des cœurs de la même couleur sur les croupes.  
C'est en 1982 que sortent les premiers petits poneys appelés G1 (génération 1) par les collectionneurs, qui seront en vente jusqu'en 1993. Un dernier set exclusivement vendu aux Pays-Bas sort en 1995. En 1997 sortent les G2 avec un design différent. Devant le peu de succès des G2, Hasbro lance les G3 dans les années 2000, se rapprochant plus des G1. En 2009, Hasbro fait évoluer le design de Mon petit poney vers une forme semblable à la gamme Pet Shop.

## Fabrication
Les jouets Mon petit poney sont fabriqués en plastique vinyle par rotomoulage. Les symboles, yeux et joues sont peints. Leur cheveux en nylon sont implantés grâce à une machine à coudre. Au début des années 1980, Hasbro sous-traitait la production de jouets Mon petit poney à des fabricants de jouets situés dans de nombreux pays. Ainsi, des petits poneys ont été fabriqués et distribués en France, en Italie, en Espagne (par MB), en Grèce (par El Greco), en Inde, en Thaïlande, à Macao, en Afrique du Sud (par Prima Toys), en Argentine (par Top Toys), au Brésil, en Colombie, au Pérou (par MAXY) et au Mexique (par Lily Ledy et Auriken). Les logotypes des sous-traitants sont apposés sur les emballages des jouets en plus du logotype d'Hasbro.
Le pays de fabrication du poney est indiqué sous les sabots. La date de création du moule y figure également. Toutefois, aucune indication géographique ne figure sur certains poneys (similaires à ceux produits en Espagne). Les poneys fabriqués en Grèce ne portent aucune inscription sous leur sabots. À la fin des années 1980, Hasbro regroupe sa production en Chine et à Hong Kong. Les petits poneys des générations 2 et 3 sont fabriqués exclusivement en Chine.

## Liste des types

### Génération 1
Les G1 sont les plus diversifiés. Il y a :
- les collectors pose : ce sont les premiers poneys, ils se tiennent sur leurs quatre pattes, la tête penchée vers le bas.
- Les poneys terrestres.
- les poneys pégases.
- les poneys licornes.
- les poneys aquatiques : ce sont des hippocampes.
- les bébés poneys : au départ, les bébés ressemblent beaucoup aux poneys adultes, mais rapidement des bébés poneys originaux sont commercialisés.
- les grands frère poneys : ils sont plus grands que les autres poneys, leurs pattes ont la même forme que celles des percherons.
- les bébés garçons : leur pattes sont semblables à celles des grands frères poneys.
- les grandes sœurs poneys : elles sont plus minces que les autres poneys.
- Les nouveau-nés : ils sont encore plus petits que les bébés poneys.
- les poneys libellules : ils sont plus minces et plus petit que les autres poneys, ils ont des ailes en plastique translucide amovibles que l'on actionne en appuyant sur un bouton-poussoir situé entre les deux ailes.
- les poneys papillons : ils ont la taille des bébés poneys et des ailes en plastique translucide recouvertes de motifs colorés.
- les poulains : ce sont les poneys les plus petits.
- les moyens poneys : ce sont des poneys de taille moyenne.
- les grands poneys : ce sont les plus grands poneys.
- les poneys sirènes : ce sont de très petits poneys avec une queue de poisson argentée à la place des pattes arrière.

### Génération 2
En 1997, Hasbro sort une gamme Mon petit poney revisitée. La charte graphique est également modifiée. Les poneys de la seconde génération sont plus longilignes et plus petits que les précédents. On les reconnaît aux brillants qui sont incrustés dans le motif des yeux et à l'arc-en-ciel moulé en bas-relief sous leur sabots.

### Génération 3
En 2003, Hasbro relance la gamme Mon petit poney. Retour aux formes arrondies de la première génération. Leur symbole n'est peint que sur l'une des deux croupes. Les poneys n'ont plus de brillants dans les yeux, ni d'arc-en-ciel sous les sabots. En revanche, ils ont sous un des deux sabots avants un aimant permettant d'actionner les accessoires des playsets. Les derniers petits poneys génération 3 produits ne contiennent plus d'aimants. 

#### Génération 3.5
En 2009, Hasbro sort une nouvelle gamme de "Mon petit poney". Ils ont un corps très maigre comparé à leur tête et à leurs pattes. Le symbole n'est peint que d'un côté de la croupe et ils ont un aimant sous une seule patte. Cette gamme est la moins appréciée des collectionneurs.

### Génération 4
En 2010, Hasbro lance une nouvelle gamme Mon petit poney. Comme à chaque génération, la charte graphique est revisitée, cette fois par Lauren Faust. En France, une seule série de figurines sera commercialisée avec un design plus ou moins fidèle à celui de la série, qui sera fortement contesté par les fans. Divers playsets verront aussi le jour, basés sur ses mêmes figurines. En Amérique, il y aura un deuxième type de figurines qui verra le jour, nommés Blind Bags : ce sont des figurines avec un design différent de l'autre série, environ 2x plus petites et sans cheveux coiffables. À la suite d'un accord avec McDonald's, une nouvelle série est donc proposée, d'une taille approximativement la même que l'originale mais sans cheveux coiffables. L'offre s'est déroulée dans la plupart des franchises McDonald's européennes sauf en France.
En France et Belgique, Quick a lancé à son tour les figurines. 

## Playsets
Génération 1
- Cascade enchantée
- Salon de beauté
- Mégane et Sundance
- Le Château féerique
- Poussette de Bébé Poney
- Écurie merveilleuse
- Nurserie
- Vive la mariée
- Bon Anniversaire
- Landau
- Salon de coiffure
- Baignoire
- Berceau de rêves
- Parfumerie
- Rozette, the Price Day Pony
- Picnic Pony
- Vacances à la plage
- Poney anniversaire
- Poney mariage

Génération 2
- Salon de coiffure
- set de mariage
- château
- Set de pique-nique

Génération 3
- Château
- Marchand de glace
- L'arbre à tresses

## Produits dérivés
La gamme de jouets Mon petit poney s'accompagne de nombreux objets comme les peluches, les puzzles, les livres de coloriages. Les poneys G1 sont très prisés des collectionneurs, comme le prouve le nombre de sites internet qui leur sont dédiés.

### Séries télévisées d'animation
- Mon petit poney (1986)
  - diffusée en France dans Vitamine et le Club Dorothée sur TF1 en 1987-1988
- My Little Pony Tales (1992)
- Mon Petit Poney  (2003)
  - diffusée en France sur dans l'émission Les Zouzous sur France 5 et Piwi en 2004-2009
- Mon Petit Poney  (2009)
  - diffusée en France dans l'émission Ludo sur France 5 et Piwi en 2010-2011
- My Little Pony : Les amis, c'est magique (2010) 
  - diffusée en France sur TiJi, Gulli et TF1 en 2011-2020
- My Little Pony: Pony Life (2020)

### Films d'animation
- Mon petit poney, le film (1986)
- Mon petit poney : Le joyeux Noël de Minty (2005, direct-to-video)
- Mon petit poney : La promenade des princesses (2006, direct-to-video)
- Mon petit poney : L'arc en ciel des princesses (2006, direct-to-video)
- Mon petit poney : L'étoile des vœux (2009, direct-to-video)
- Equestria Girls (2013)
- Equestria Girls: Rainbow Rocks (2014)
- Equestria Girls: Friendship Games (2015)
- Equestria Girls: Legend of Everfree (2016)
- My Little Pony : Le Film (2017)
- My Little Pony : Nouvelle Génération (2021)

### Jeux vidéo

#### Crystal's Pony Tale
Jeu d'aventure sur Mega Drive.

#### My Little Pony: Crystal Princess Runaway Rainbow
Jeu d'aventure sur Game Boy Advance. Le jeu est sorti le 13 septembre 2006 aux États-Unis, il est composé de 14 mini-jeux.

#### My Little Pony: Pinkie Pie's Party
Jeu d'aventure sur Nintendo DS, où le but est d'aider Pinkie Pie à faire la plus grosse fête d'anniversaire, le jeu est composé de 10 mini-jeux. Le jeu est produit par THQ.

#### My Little Pony: Twilight Sparkle, Teacher for a Day
Livre numérique en anglais agrémenté de mini-jeux sorti en 2011 pour  iOS .
Twilight Sparkle explique l'histoire d'Equestria aux écoliers de Ponyville. Ce livre peut être lu la lecture enregistrée. L'application contient aussi une description des différents personnages suivants : Twilight Sparkle, Spike, Princesse Celestia, Rainbow Dash, Applejack, Rarity, Pinkie Pie et Fluttershy.

#### My Little Pony
Jeu d'arcade, stratégie sorti en 2012 sur Android par Gameloft. Après avoir été prisonnière de la lune pendant des siècles, Nightmare Moon a retrouvé la liberté et a plongé Ponyville dans le noir. Twilight Sparkle et ses amis sont les seuls à pouvoir libérer Ponyville de l'emprise de Nightmare Moon et à ramener le soleil et l'amitié sur le royaume.

#### Equestria at War
Equestria at War n'est pas un jeu d'Hasbro mais un mod de fans. C'est un mod gratuit du jeu Hearts of Iron IV.